# Шаховское сельское поселение (Орловская область)
Шаховское се́льское поселе́ние — муниципальное образование в Кромском районе Орловской области России.
Административный центр — деревня Ульяновка.
Создано в 2004 году в границах одноимённого сельсовета. Расположено на северо-востоке района.

## Население
| 2010  | 2012  | 2013  | 2014  | 2015  | 2016  | 2017  |
| ----- | ----- | ----- | ----- | ----- | ----- | ----- |
| 3156  | ↘3124 | ↘3095 | ↘3087 | ↘3046 | ↘3007 | ↘2991 |
| 2018  | 2019  | 2020  | 2021  | 2023  |       |       |
| ↗3004 | ↘2999 | ↗3018 | ↘2646 | ↗2652 |       |       |

## Населённые пункты
В состав сельского поселения (сельсовета) входят 14 населённых пунктов:
| №  | Населённый пункт | Тип     | Население (чел.) |
| -- | ---------------- | ------- | ---------------- |
| 1  | Выселки          | деревня | ↘101             |
| 2  | Георгиевский     | посёлок | 1                |
| 3  | Голубица         | деревня | ↘220             |
| 4  | Горки            | деревня | ↘114             |
| 5  | Каменец          | деревня | 39               |
| 6  | Коминтерн        | посёлок | 10               |
| 7  | Котовка          | деревня | ↗101             |
| 8  | Легоща           | деревня | 70               |
| 9  | Лысовка          | деревня | 25               |
| 10 | Малое Рыжково    | деревня | 10               |
| 11 | Новотроицкий     | посёлок | ↘139             |
| 12 | Победа           | посёлок | 9                |
| 13 | Ульяновка        | деревня | ↗264             |
| 14 | Шахово           | село    | ↘2053            |